# Damalis vitalisi
Damalis vitalisi là một loài ruồi trong họ Asilidae. Damalis vitalisi được Frey miêu tả năm 1934. Loài này phân bố ở miền Ấn Độ - Mã Lai.